# Cristiano Pereira de Souza
Brasília, eigentlich Cristiano Pereira de Souza (* 28. Juli 1977 in Brasília) ist ein ehemaliger brasilianischer Fußballspieler. Er bestritt insgesamt 172 Spiele in der polnischen Ekstraklasa, der deutschen Bundesliga, der portugiesischen Primeira Liga, der südkoreanischen K-League und der zyprischen First Division.

## Vereinskarriere
In der Fußballsaison 1999/2000 war er zunächst bei dem polnischen Verein Wisła Krakau verpflichtet. In der Folgenden Spielzeit 2000/2001 bei Pogoń Stettin.
Es folgte eine Verpflichtung bei Energie Cottbus, wo er mit der Rückennummer 31 als Stürmer von Juli 2001 bis Oktober 2002 tätig war. Er absolvierte als Stürmer in der Spielzeit 2001/02 19 Bundesligaspiele für Cottbus und erzielte dabei ein Tor. Mit Cottbus erreichte er in der Saison 2001/02 den 13. Platz. Während der kurzen Zeit in der Bundesliga-Saison 2002/03 wurde er bei Cottbus nicht mehr eingesetzt.
Auf die Zeit bei Cottbus folgte erneut die Verpflichtung bei polnischen Vereinen: Von Februar 2003 bis Juni 2003 bei Zagłębie Lubin und von Juli bis Dezember 2003 erneut bei Wisła Krakau, wo er mit der Rückennummer 11 spielte. Es folgte ab dem Januar 2004 eine Verpflichtung bei dem portugiesischen Verein Belenenses Lissabon bis Juni 2005, er führte dort die Rückennummer 20. Hiernach war er von Juli 2005 bis Juni 2006 beim Leixões SC.
Ab Juli 2007 bis Dezember 2007 war er bei dem südkoreanischen Verein Daejeon Citizen und hiernach bei den Ulsan Hyundai Tigers, Pohang Steelers und Jeonbuk Hyundai Motors. Ende Januar 2010 unterschrieb er einen Vertrag beim polnischen Erstligisten Odra Wodzisław. Noch im gleichen Jahr kehrte er dem Verein den Rücken und ging zu Olympiakos Nikosia.
Anfang 2011 kehrte Brasília in sein Heimatland zurück. Bis Ende 2013 spielte er dort bei verschiedenen unterklassigen Klubs, meist nur wenige Monate. In den Jahren 2014 und 2015 blieb er ohne Klub. Anfang 2016 heuerte er bei CA Sorocaba an, wo er seine Laufbahn schließlich beendete.

## Erfolge
- AFC-Champions-League-Sieger: 2009
- Südkoreanischer Meister: 2009
- Polnischer Meister: 2004